# Юдит Фландърска
Вижте пояснителната страница за други личности с името Юдит.
Юдит Фландърска (Judith of Flanders, на френски: Judith de France; * 844 † 870) е кралица на Уесекс и графиня на Фландрия.

## Биография
Тя е най-възрастната дъщеря на франкския крал Карл II Плешиви и съпругата му Ирментруда Орлеанска.
Юдит се омъжва през 856 г. за крал Етелулф от Уесекс († 858), през 858 г. за неговия син крал Етелбалд от Уесекс († 860) и за трети път след едно отвличане през 862 г. за Балдуин I Желязната ръка граф на Фландрия († 879).
Юдит умира през 870 г. на 26 години.

## Деца
Със сигурност са известни четири деца на Юдит и Балдуин:
- Карл (ок. 864 – ?), починал в ранна възраст
- Балдуин (ок. 865 – 918), наследник на Графство Фландрия
- Рудолф (ок. 869 – 896), граф на Камбре от около 888 година до смъртта си
- Дъщеря с неизвестно име, чийто син е споменат във връзка със смъртта на Рудолф

Понякога като дъщеря на Балдуин и Юдит е сочена Гунхилда, съпругата на графа на Барселона Гифре Космати, но сведенията за това са недостоверни.